# Lake Chelan-Sawtooth Wilderness
Die Lake Chelan-Sawtooth Wilderness ist ein fast 620 Quadratkilometer großes Wildnisgebiet im US-Bundesstaat Washington. Es befindet sich in den National Forests Okanogan und Wenatchee. Das Gebiet begrenzt das Lake Chelan National Recreation Area und den North Cascades National Park sowie die Stephen Mather Wilderness nach Nordwesten. Es wurde mit Verabschiedung des Washington Wilderness Act von 1984 als Schutzgebiet auf Flächen der alten Chelan Division der Washington Forest Reserve ausgewiesen und ist heute Teil sowohl des Okanogan als auch des Wenatchee National Forest.

## Lebensräume
Im Gebiet gibt es 63 Seen, von denen viele zu klein sind, um je benannt worden zu sein. Die Seen liegen außerdem oft in Hochlagen, zu denen kein Wanderweg führt. Das Wildnisgebiet umfasst eine Mischung aus dichten Wäldern, Wiesen, alpinen Hängen, geologischen Objekten und Hochlagen. Der lichte Wald unterhalb der Baumgrenze beheimatet Bären und Maultierhirsche. Ein Großteil des Gebietes ist oft zwischen Mitte oder Ende Oktober bis Ende Juni von Schnee bedeckt.

## Wanderwege
Schätzungsweise 312 Kilometer Wanderwege durchziehen die Lake Chelan-Sawtooth Wilderness. Die Wege sind eher sichere Aufstiege zu hochgelegenen Senken und Kargletschern mit Seen. Die nach Süden ausgerichteten Hänge fallen von den Hochlagen steil zum Lake Chelan Valley ab. Alle Ausgangspunkte an der Südseite (am Lake Chelan) sind nur über eine regelmäßig verkehrende Fähre oder mit privaten Booten zu erreichen. Wege, die das Gebiet von Westen erreichen, passieren zunächst den North Cascades National Park oder das Lake Chelan National Recreation Area.